# 菅谷政子
菅谷政子（日语：／ Sugaya Masako，1937年8月22日—2021年2月25日），日本女性配音員。ARTSVISION最終所屬。出身於東京都。身高153cm。A型血。

## 簡歷
菅谷政子從小學起就加入劇團，從小就開始演戲。
曾在劇團小鳥、劇團葦、龍膽、三光事務所、東京俳優生活協同組合（俳協）工作後，隸屬於ARTSVISION。
2021年2月25日去世，享壽83歲。死因尚未公開，但有表示她正在與癌症搏鬥。

## 人物
音域：女高音。
她以扮演端莊少年的角色而聞名。
她在同樣畢業於東京都立北園高等學校導演出崎統的作品受到重用，特別是《網球甜心》她在整套系列飾演主角岡廣美最好的摯友愛川牧。也因為在同樣由出崎統導演的《咪咪流浪記》裡飾演像主角雷米那樣端莊的少年而有良好的名聲。
興趣、特長：瑜珈。

## 演出
粗體字表示主要角色。

### 電視動畫
1963年
- 原子小金剛 (1963年版)（日语：鉄腕アトム (アニメ第1作)）（貝姆）

1965年
- 宇宙少年蘇藍（日语：宇宙少年ソラン）（洽比）

1967年
- 小松君 (1966年版)
- 小個子怪獸丫達蒙（日语：ちびっこ怪獣ヤダモン）（大矢田太郎）
- 小超人帕門 (1967年版)（1967年—1968年，須羽雁子[11]）

1968年
- 怪物小王子 (1968年版)

1969年
- 排球甜心（香取良子）
- 酸梅星王子（衝崎[12]）
- 海底小遊俠（栗栗）
- 巨人之星
- 紅三四郎（日语：紅三四郎）（瑪莉）

1970年
- 壞婆婆 (1970年版)（日语：いじわるばあさん）

1971年
- 阿帕契棒球軍（日语：アパッチ野球軍）（柯凱勒）
- 小青蛙（日语：けろっこデメタン）（藍子）
- 海螺小姐（亞由美）
- 虎面人

1972年
- 樫木莫克（日语：樫の木モック）（人偶、莉娜）

1973年
- 網球甜心（1973年—1974年，愛川牧[13]）
- 魔投手（土佐勝子）
- 再造人卡辛（瑪莉亞）

1975年
- 草原少女蘿拉（瑪麗·愛蜜莉亞·英格爾斯[14]）
- 法蘭德斯之犬（保羅[15]）

1976年
- 尋母三千里（納西索）

1977年
- 咪咪流浪記（1977年—1978年，雷米·巴爾布朗[16]）

1978年
- 新·網球甜心（愛川牧[17]）
- 星星王子 小王子（日语：星の王子さま プチ・プランス）（瑪麗亞、吉米）

1979年
- 西頓動物記：小松鼠斑斑（克利[18]）
- 金銀島

1980年
- 原子小金剛 (1980年版)（烏蘭[19]、電光人間）
- 湯姆歷險記（阿爾弗雷德·譚普爾）
- 凡爾賽玫瑰
- 魯邦三世 (TV第2系列)（日语：ルパン三世 (TV第2シリーズ)）

1981年
- 動畫親子劇場（日语：アニメ親子劇場）（飛鳥翔）
- 早安！蘇龐克（日语：おはよう!スパンク）（篠田雙葉）
- 怪物小王子 (1980年版)（哈尼娃）
- 忍者哈特利（1981年—1987年，三葉健一）
- 不來梅4 在地獄中的天使們（日语：ブレーメン4 地獄の中の天使たち）（三重奏[20]）
- 真知子老師（美緒）
- 靈犬雪麗（阿道夫）

1982年
- 福星小子 (1981年版)（1982年—1986年，小狸貓、小狐狸）
- 電子神童（金時娘）
- 高爾夫頑童猿丸（猿谷中丸[21]）

1984年
- （[22]）
- 魔法妖精貝露莎（1984年—1985年，棒棒、勉）

1985年
- Oh！Family（日语：Oh!ファミリー）（喬納桑·艾倫）
- 星槍士俾斯麥（皮耶魯）
- 魔法之星愛美（皮拉美）

1986年
- 宇宙小超人的諺語物語（日语：ウルトラマンキッズのことわざ物語）（瑟布）

1989年
- 麵包超人（〈初代〉）
- 亂馬½ 熱鬥篇（雪恩子）

1990年
- 昆蟲物語 孤兒哈奇 (1989年版)（凱美瑞、萊特）

1991年
- 宇宙小超人 3000萬光年尋找母親（日语：ウルトラマンキッズ 母をたずねて3000万光年）（1991年—1992年，瑟布）
- 朱古力小精靈（日语：おばけのホーリー）（巴布倫）

### 電影動畫
- 劇場版 網球甜心（1979年，愛川牧）
- 劇場版 銀河鐵道999（1979年）
- 劇場版 咪咪流浪記（1980年，雷米[23]）
- 哆啦A夢：大雄的宇宙開拓史（1981年，羅布魯）
- 忍者哈特利：忍忍忍法繪日記之卷（1982年，三葉健一）
- 忍者哈特利：忍忍故鄉與大作戰之卷（1983年，三葉健一）
- 風之谷（1984年，少女）
- 忍者哈特利+小超人帕門：超能力大戰（日语：忍者ハットリくん+パーマン 超能力ウォーズ）（1984年，三葉健一）
- 福星小子3：情侶樂天派（日语：うる星やつら3 リメンバー・マイ・ラブ）（1985年，O島狸貓）
- 忍者哈特利+小超人帕門：忍者怪獸吉波VS奇蹟蛋（日语：忍者ハットリくん+パーマン 忍者怪獣ジッポウVSミラクル卵）（1985年，三葉健一）

### OVA
- 網球甜心2（1988年，愛川牧）
- 網球甜心 Final Stage（1989年，愛川牧）
- （1990年，母親）

### 遊戲
- 個人教授（日语：個人教授 (ゲーム)）（1998年，西村愛子）
- 驚聲惡夜#2 沉睡的支配者（日语：エコーナイト#エコーナイト#2 眠りの支配者）（2001年）

### 外語配音

#### 電影
- 閤家歡（英语：A Hole in the Head）（艾爾文·“艾利”·馬內塔〈艾迪·霍奇斯（英语：Eddie Hodges）〉）
- 愛琴海奪寶記（英语：Boy on a Dolphin）（尼可〈皮耶羅·吉亞諾尼〉）※NET新錄製版。
- 靈異七殺（安迪·巴克萊〈亞歷斯·文森（英语：Alex Vincent）〉）
- 銀嶺雄風（德语：Der schwarze Blitz）（安迪〈奧利佛·格林（英语：Oliver Grimm）〉）※東京12頻道版。
- 龍的世界（特威廷厄姆小姐）※VHS版。
- 活人生吞（英语：Eaten Alive）（安吉〈凱爾·理查茲〉）※日本電視台版[注 1]。
- 夏威夷（英语：Hawaii (1966 film)）（查麗蒂·布羅姆利〈黛安·雪莉〉）※TBS版。
- 小婦人（英语：Little Women (1949 film)） ※東京12頻道版。
- 霸王妖姬（英语：Samson and Delilah (1949 film)） ※富士電視台版。
- 情人保鏢（英语：Someone to Watch Over Me (film)）（湯米·基岡〈哈利·克羅斯（英语：Harley Cross）〉）※機內上映版。
- 里奧追蹤（英语：That Man from Rio）（溫斯頓爵士〈烏比拉西·德·奧利維拉〉）※TBS版。
- 少棒闖天下（英语：The Bad News Bears）（托比·懷特伍德〈大衛·斯坦博〉）※日本電視台版。
- 勇敢的人（英语：The Brave One (1956 film)）（列奧納多〈麥可·德·卡瓦柳（英语：Michel de Carvalho）〉）※TBS版。
- 危急時刻（英语：The Desperate Hours (1955 film)）（拉爾菲·希利亞德〈理查德·艾耶（英语：Richard Eyer）〉）※富士電視台版。
- 琴韻補情天（英语：The Eddy Duchin Story）
- 黃金列車大奇案（瑪姬）※機內上映版。
- 七寶奇謀（理查·王〈關繼威〉[24]）※TBS版。
- 新璇宮艷史（英语：The King (1949 film)）（特蕾絲·瑪尼克斯〈安妮·杜考（英语：Annie Ducaux）〉）
- 國王與我（路易·T·李奧諾文斯（英语：Louis T. Leonowens）〈雷克斯·湯普遜〉）※東京12頻道版。
- 豪勇七蛟龍 ※朝日電視台版。
- 隨身變（英语：The Nutty Professor (1963 film)） ※富士電視台版。
- 天魔（戴米安·索（英语：Damien Thorn）〈哈維·斯賓塞·史蒂芬斯（英语：Harvey Spencer Stephens）〉）※LD版。
- 軟玉溫香（英语：The Soft Skin）（薩賓娜·拉切奈〈薩賓娜·豪德平（英语：Sabine Haudepin）〉）
- 真善美（凱瑟琳修女〈艾妲·貝斯·李〉）※朝日電視台版[注 2]／（柏妮絲修女〈厄娃妮·貝克（英语：Evadne Baker）〉）※影碟版。
- 叔叔當家（英语：Uncle Buck）（邁爾斯·拉塞爾〈麥考利·克金〉）※影碟版。

#### 電視影集
- 邁阿密風雲（湯米〈安妮·高登（英语：Annie Golden）〉）※東京電視台版。
- 桃樂絲黛秀（英语：The Doris Day Show）（托比·馬丁〈陶德·史塔克〉）
- 打擊魔鬼（英语：The Man from U.N.C.L.E.） ※日本電視台版。
- 兄妹拓荒記（英语：The Monroes (1966 TV series)）（艾米·孟羅〈塔米·盧克（英语：Tammy Locke）〉）
- 帕曲吉一家（英语：The Partridge Family）（克里斯多福·帕特里奇〈布萊恩·福斯特（英语：Brian Forster）〉）

#### 動畫
- 菲力貓（英语：Felix the Cat (TV series)）（菲力貓）
- 大力士海格力斯（英语：The Mighty Hercules）（牛頓）

### CD
- 紐約 紐約（日语：ニューヨーク・ニューヨーク (漫画)） 廣播劇CD（艾達·沃克）
- VIDEO GAME GRAFFITI（日语：ビデオ・ゲーム・グラフィティ）（普卡）

### 電視劇
- 加油！龍馬老師
- 巴士大道後街（日语：バス通り裏）

### 電視節目
- 哥倫塔劇場（日语：ゴロンタ劇場）（托姆托姆）[注 3]

### 人偶劇
- 陣左衛門和他的5個朋友（日语：じんざえもんと5人のともだち）
- 兒童人偶劇場（日语：こどもにんぎょう劇場）

### 其它
- 放送大學 聽眾演出

## 腳註

## 外部連結
- 菅谷政子｜ARTSVISION （日語）